# Joseph Barclay Pentland
Joseph Barclay Pentland (Ballybofey, 17 gennaio 1797 – Londra, 12 luglio 1873) è stato un naturalista, geografo e viaggiatore irlandese.

## Biografia
Studiò dapprima ad Armagh e quindi all’Università di Parigi ove conobbe e lavorò con l’eminente zoologo Geroges Cuvier. Nel biennio 1826-1827 viaggiò nelle Ande boliviane facendo numerose osservazioni naturalistiche e rilevazioni geografiche di quella zona a quei tempi scarsamente conosciuta dagli europei. Nel 1827 fu nominato segretario presso il Consolato generale britannico in Perù e dal 1836 al 1839 agente consolare generale britannico in Bolivia. A partire dal 1845 visse principalmente a Roma divenendo un esperto di antichità romane e pubblicando guide di Roma e dell’Italia meridionale e settentrionale. 

## Riconoscimenti
A Joseph Barclay Pentland la UAI ha intitolato il cratere lunare Pentland
Da Joseph Barclay Pentland prende il nome il minerale pentlandite, così come le specie di uccelli tinamo delle Ande (Nothoprocta pentlandii) e tinamo della puna (Tinamotis Pentlandii) e il cactuc Echinopsis Pentlandii ne prendono il nome nella nomenclatura binomiale.